# 石准立
石准立（1930年—），男，河北深县人，中国矿产普查与勘探专家，曾任中国地质大学（北京）教授、博士生导师。